# Refojos de Basto, Outeiro e Painzela
Refojos de Basto, Outeiro e Painzela (llamada oficialmente União das Freguesias de Refojos de Basto, Outeiro e Painzela) es una freguesia portuguesa del municipio de Cabeceiras de Basto, distrito de Braga.

## Historia
Fue creada el 28 de enero de 2013 en aplicación de una resolución de la Asamblea de la República de Portugal promulgada el 16 de enero de 2013 con la unión de las freguesias de Outeiro, Painzela y Refojos de Basto, pasando su sede a estar situada en la antigua freguesia de Refojos de Basto.

## Demografía
| Gráfica de evolución demográfica de Refojos de Basto, Outeiro e Painzela entre 2011 y 2021 |
|                                                                                            |
| Datos según el nomenclátor publicado por el INE portugués.                                 |